# 暦の一覧

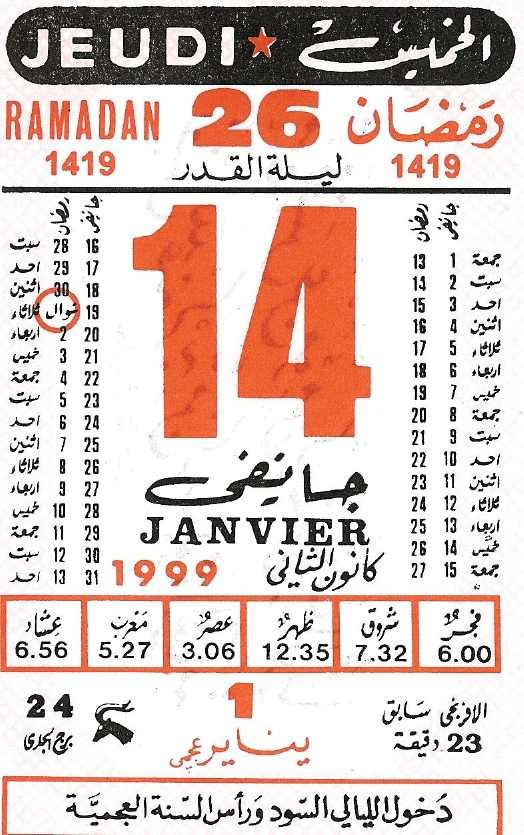
イスラム暦、グレゴリオ暦、ベルベル暦の数字を記したチュニジアのカレンダー

暦の一覧。

## 現在使われているもの
- 360日暦
- ISO 8601
- アイルランド暦
- アカン暦
- アッシリア暦
- イボ暦
- イラン暦
- インド国定暦
- エチオピア暦
- 欧暦
- 会計年度
- クルド暦
- グレゴリオ暦
- ゲルマン暦
- シク教暦
- ジャワ暦
- 修正ユリウス暦
- 主体年号
- ゾロアスター暦
- タイ太陰暦
- タイ太陽暦
- タミル暦
- チベット暦
- 中国暦
- 天文学的紀年法
- 日本の暦
- ネパール暦
- バハーイー暦
- ビクラム暦
- ヒジュラ暦
- ヒンドゥー暦
- ベルベル暦
- ベンガル暦
- マヤ暦
- マラヤラム暦
- ユダヤ暦
- ユリウス暦
- リトアニア暦
- ルーマニア暦
- ルーン暦

## 過去に使われていたもの

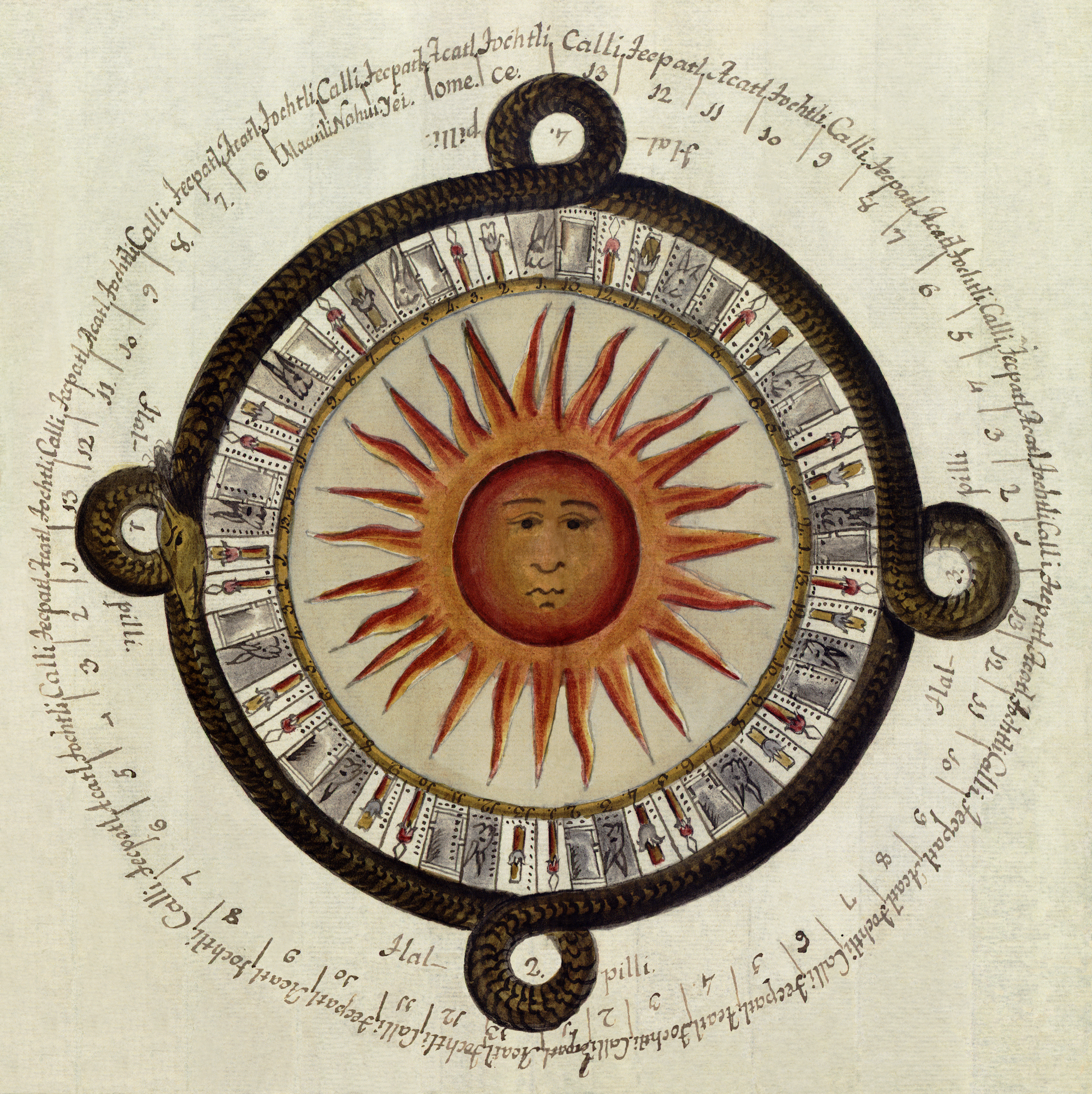
古代メキシコのカレンダー

- アステカ暦
- エジプト暦
- エノク暦
- 古代ギリシア暦
  - アッティカ暦
  - 古代マケドニア暦
  - ヘレニズム暦
- 古代ブルガリア暦
- コリニー暦
- スウェーデン暦
- ソビエト連邦暦
- バビロニア暦
- ファシスト暦
- フィレンツェ暦
- フランス革命暦
- ブルガール暦
- メソアメリカ暦
- ラパヌイ暦
- ローマ暦

## 提案されたもの

### 改暦
以下は、グレゴリオ暦に対して提案された改暦である。
- 世界暦
- 閏週暦
  - パックス暦
  - シンメトリー454

### 地球以外に提案されたもの
- ダリアン暦（火星）

## フィクション
- 完新世暦